# シンドバッドの船
「シンドバッドの船」（シンドバッドのふね）は、日本の歌謡曲。1977年12月に、NHKの歌番組『みんなのうた』で放送された。

## 概要
作詞・作曲は高橋正平、編曲は小野崎孝輔で、大塚博堂が歌った。昔の航海のように、人生という大きな海の荒波をいくつも乗り越え、たくましく生きようといった内容である。今日に至るまで、レコード及びCD化されていない。
映像は実写であり、港町の風景や海を渡る船、青年たちが一生懸命ボートを漕ぐ姿などが撮影されている。
2011年から始まった「みんなのうた発掘プロジェクト」で映像が見つかり、2012年3月19日深夜（日付は3月20日）放送の『みんなのうた発掘スペシャル』で約35年ぶりに再放送された。発掘スペシャルでは曲紹介場面はホワイトバック、歌詞テロップはニュープリント化されて放送された。